# Harvey Elliott
Harvey Daniel James Elliott (* 4. dubna 2003 Londýn) je anglický profesionální fotbalista, který hraje na pozici křídelníka nebo ofensivního záložníka za anglický klub Liverpool FC a za anglický národní tým do 21 let.
Prošel akademií Fulhamu a v září 2018 debutoval v A-týmu Fulhamu, když se ve věku 15 let a 174 dní stal nejmladším hráčem, který nastoupil do utkání EFL Cupu. V květnu 2019 se ve věku 16 let a 30 dní stal nejmladším hráčem, který hrál v Premier League.

## Raný život
Elliott se narodil v Chertsey v hrabství Surrey. Od mládí se zajímal o fotbal a od mládí fandil Liverpoolu. Jeho otec Scott ho učil, aby si osvojil profesionální přístup k tréninku. V raném věku se připojil k mládežnické akademii klubu Queens Park Rangers FC.

## Klubová kariéra

### Fulham
Elliott se následně přesunul do akademie Fulhamu. V A-týmu Fulhamu debutoval 25. září 2018 ve třetím kole EFL Cupu na hřišti Millwallu, když v 81. minutě vystřídal Floyda Ayitého při výhře 3:1. Ve věku 15 let a 174 dní se stal nejmladším hráčem v historii klubu a nejmladším hráčem, který kdy nastoupil do utkání v této soutěži.
Dne 4. května 2019 Elliott debutoval v Premier League, když v 88. minutě vystřídal Andrého-Franka Zambo Anguissu v zápase s Wolverhamptonem Wanderers, který jeho tým prohrál 1:0. Ve věku 16 let a 30 dní se stal nejmladším hráčem Premier League v historii, čímž překonal rekord, který v roce 2007 vytvořil jeho spoluhráč z Fulhamu Matthew Briggs.

### Liverpool

#### Sezóna 2019/20
Elliott podepsal 28. července 2019 smlouvu s Liverpoolem za nezveřejněnou částku. V klubu debutoval 25. září v zápase EFL Cupu proti Milton Keynes Dons. Ve věku 16 let a 174 dní se stal nejmladším hráčem, který se objevil v základní sestavě Liverpoolu v historii, a druhým nejmladším, který nastoupil do soutěžního utkání, hned po Jeromemu Sinclairovi. Následující měsíc se stal ve věku 16 let a 209 dní nejmladším hráčem, který nastoupil k zápasu na domácím hřišti Liverpoolu na Anfieldu, když tým v dalším kole soutěže vyhrál na penalty 5:4 (po remíze 5:5 po prodloužení) nad Arsenalem. Svůj debut v Premier League v dresu Liverpoolu si odbyl 2. ledna 2020, když minutu před koncem vystřídal Mohameda Salaha při domácím vítězství 2:0 nad Sheffieldem United.
Elliott podepsal 6. července 2020 s Liverpoolem svou první profesionální smlouvu. Dne 10. února 2021 nařídil nezávislý výbor Liverpoolu, aby Fulhamu vyplatil za Elliottův přestup nezveřejněnou částku. Liverpool potvrdil částku ve výši 1,5 milionu liber plus 2,8 milionu liber na bonusech. Tato částka byla pro tehdy šestnáctiletého hráče rekordní.

#### Hostování do Blackburn Rovers
V říjnu 2020 se Elliott připojil k anglickému klubu Blackburn Rovers na sezónní hostování. Za Blackburn Rovers debutoval v lize 21. října při venkovní prohře 3:1 s Watfordem. Svůj první gól za klub vstřelil 24. října při venkovní výhře 4:0 proti Coventry City.
V dubnu 2021 byl Elliott nominován na cenu EFL Young Player of the Season, kterou nakonec získal hráč Readingu Michael Olise. Sezonu 2020/21 zakončil s bilancí 7 gólů a 11 asistencí. Do Liverpoolu se vrátil po skončení sezony EFL Championship v květnu 2021.

#### Sezóna 2021/22

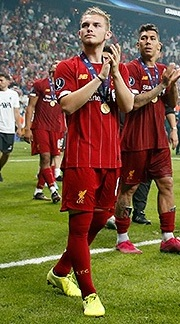
Elliott po vítězství v Superpoháru UEFA 2019 s Liverpoolem

Elliott podepsal 9. července 2021 s Liverpoolem novou dlouhodobou smlouvu. 12. září si Elliott vykloubil kotník v souboji s obráncem Leedsu United Pascalem Struijkem při ligové výhře 3:0. Po tomto zranění Liverpool potvrdil, že Elliott bude muset podstoupit operaci. Dne 14. září Elliott v Londýně úspěšně podstoupil operaci.
Elliott se vrátil do sestavy Liverpoolu 6. února 2022 v zápase čtvrtého kola FA Cupu proti Cardiffu City, kdy nastoupil jako střídající hráč v 58. minutě a vstřelil svůj první gól za Liverpool při vítězství Liverpoolu 3:1.
Dne 16. února 2022 debutoval v Lize mistrů, když byl zařazen do základní sestavy ve vyřazovací fázi proti italskému klubu Inter Milán. Odehrál 60 minut, než ho vystřídal Naby Keïta.

## Reprezentační kariéra
Elliott byl poprvé povolán do anglického týmu do 17 let v říjnu 2018. Následující měsíc vstřelil svůj první gól na této věkové úrovni, a to na hřišti Irska.
Elliott byl zařazen do anglického týmu do 17 let pro Syrenka Cup 2019, přátelský turnaj, který se obvykle koná v rámci přípravy na kvalifikaci na Mistrovství Evropy hráčů do 17 let. Elliott pomohl anglické reprezentaci do 17 let 10. září 2019 k titulu, když vstřelil úvodní gól finále z přímého kopu.
Elliott debutoval za tým do 21 let 25. března 2022 při výhře 4:1 nad Andorrou v přátelském utkání na stadionu Dean Court.

## Statistiky

### Klubové
Aktualizováno 20. března 2022
| Klub                         | Sezóna         | Liga             | Liga   | Liga | FA Cup | FA Cup | EFL Cup | EFL Cup | Evropa | Evropa | Ostatní | Ostatní | Celkem | Celkem |
| Klub                         | Sezóna         | Soutěž           | Zápasy | Góly | Zápasy | Góly   | Zápasy  | Góly    | Zápasy | Góly   | Zápasy  | Góly    | Zápasy | Góly   |
| ---------------------------- | -------------- | ---------------- | ------ | ---- | ------ | ------ | ------- | ------- | ------ | ------ | ------- | ------- | ------ | ------ |
| Fulham U21                   | 2018/19        | —                | —      | —    | —      | —      | —       | —       | —      | —      | 1       | 0       | 1      | 0      |
| Fulham                       | 2018/19        | Premier League   | 2      | 0    | 0      | 0      | 1       | 0       | —      | —      | 0       | 0       | 3      | 0      |
| Liverpool U21                | 2019/20        | —                | —      | —    | —      | —      | —       | —       | —      | —      | 1       | 1       | 1      | 1      |
| Liverpool                    | 2019/20        | Premier League   | 2      | 0    | 3      | 0      | 3       | 0       | 0      | 0      | 0       | 0       | 8      | 0      |
| Liverpool                    | 2020/21        | Premier League   | 0      | 0    | —      | —      | 1       | 0       | —      | —      | 0       | 0       | 1      | 0      |
| Liverpool                    | 2021/22        | Premier League   | 5      | 0    | 3      | 1      | 1       | 0       | 1      | 0      | —       | —       | 10     | 1      |
| Liverpool                    | Celkem         | Celkem           | 7      | 0    | 6      | 1      | 5       | 0       | 1      | 0      | 0       | 0       | 19     | 1      |
| Blackburn Rovers (hostování) | 2020/21        | EFL Championship | 41     | 7    | 1      | 0      | —       | —       | —      | —      | —       | —       | 42     | 7      |
| Kariéra celkem               | Kariéra celkem | Kariéra celkem   | 50     | 7    | 7      | 1      | 6       | 0       | 1      | 0      | 2       | 1       | 66     | 9      |

## Úspěchy

### Klubové

#### Liverpool
- EFL Cup: 2021/22[45]
- Superpohár UEFA: 2019[46]
- Mistrovství světa klubů: 2019[47]

### Reprezentační

#### Anglie U17
- Syrenka Cup: 2019[39]